# 铅酸蓄电池

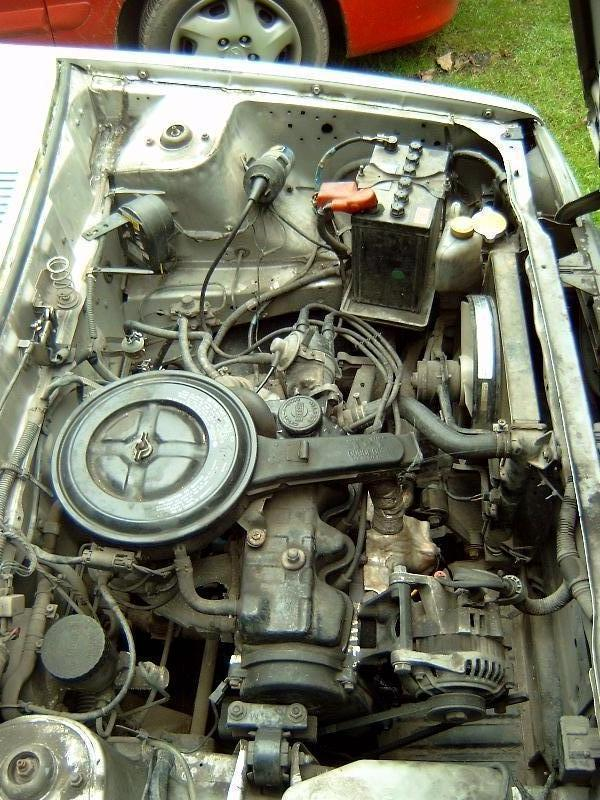
使用電瓶發動引擎

鉛蓄電池，又稱鉛酸電池，是充電電池的一種。電極主要由鉛製成，電解液是硫酸溶液的一種蓄電池。一般分為密封鉛酸（Sealed Lead–Acid，簡稱SLA）和閥控鉛酸（Valve Regulated Lead–Acid，簡稱VRLA）。前者需要定期注酸維護，後者為免維護型(電池上通常會標註"免保養電池")。

## 結構
鉛酸蓄電池一般由正極板、負極板、隔板、電池槽、電解液和接線端子等部分組成。
正極板為二氧化鉛板（PbO2），負極板為鉛板（Pb）。

## 原理
鉛蓄電池的原理是通過將化學能和直流電能相互轉化，在放電後經充電後能復原，從而達到重複使用效果。鉛蓄電池的電壓為2的倍數。

### 放電化學反應
鉛酸蓄電池中的正極活性物質（二氧化鉛）與負極活性物質（海綿鉛）和電解液（30%-40%的稀硫酸溶液），反應生成硫酸鉛和水。
化學方程式為：
{\displaystyle {\rm {PbO_{2(s)}+Pb_{(s)}+2{H_{2}SO_{4}}_{(aq)}\rightarrow 2{PbSO_{4}}_{(s)}+2{H_{2}O}_{(l)}}}}
負極反應：{\displaystyle {\rm {Pb+SO_{4}^{2-}\rightarrow PbSO_{4}+2e^{-}}}}
正極反應：{\displaystyle {\rm {PbO_{2}+4H^{+}+SO_{4}^{2-}+2e^{-}\rightarrow 2H_{2}O+PbSO_{4}}}}

### 充電化學反應
硫酸鉛和水轉化為二氧化鉛、海綿鉛與稀硫酸。
化學方程式為：
{\displaystyle {\rm {2{PbSO_{4}}_{(s)}+2{H_{2}O}_{(l)}\rightarrow PbO_{2(s)}+Pb_{(s)}+2{H_{2}SO_{4}}_{(aq)}}}}

### 通用的化學反應
在放電反應及充電反應中，沒有額外物質減少或增加，由於兩個反應條件相同，所以是可逆反應，但實際環境下仍有許多變因。
化學方程式為：
{\displaystyle {\rm {PbO_{2(s)}+Pb_{(s)}+2{H_{2}SO_{4}}_{(aq)}\iff 2{PbSO_{4}}_{(s)}+2{H_{2}O}_{(l)}}}}

## 應用
鉛蓄電池内電阻小，可符合大電流放電的需要。
中型及小密電池應可廣泛用於UPS不間斷電源、控制開關、報警器、汽車牽引電源、电动自行车等领域。
大密電池主要應用於大型基站的通訊後備電源。
使用時應注意硫酸液面高度，以免發生意外。

## 週期

### 啟動電池
設計用於啟動汽車引擎的鉛酸電池不適用於深度放電。它們具有大量的薄板，旨在實現最大表面積，從而實現最大電流輸出，並且容易因深度放電而損壞。重複的深度放電將導致容量損失，並最終導致過早失效，因為電極會因循環產生的機械應力而分解。以連續浮充電狀態啟動電池將會遭受電極腐蝕，這也會導致過早失效。因此，起動電池應保持開路，但定期充電（至少每兩週一次）以防止硫酸鹽化。
啟動電池比相同尺寸的深循環電池更輕，因為更薄、更輕的電池板不會一直延伸到電池盒的底部。這使得鬆散、分解的材料從極板上脫落並收集在電池底部，從而延長電池的使用壽命。如果這些鬆散的碎片上升得足夠多，那麼它可能會接觸到極板的底部並導致電池故障，從而導致電池電壓和容量損失。

### 深循環電池
專門設計的深循環電池不易因循環而退化，適用於電池定期放電的應用，例如光伏系統、電動載具（堆高機、高爾夫球車、電動汽車等）和不間斷電源。這些電池具有較厚的極板，可以提供較小的峰值電流，但可以承受頻繁放電。

### 快、慢充放電
充電電流需要與電池吸收能量的能力相符。在小電池上使用太大的充電電流會導致電解液沸騰和洩漏。在該圖像中，VRLA 電池盒由於過度充電期間產生的高氣壓而膨脹。
鉛酸電池的容量不是固定的量，而是根據放電速度而改變。放電率和容量之間的經驗關係稱為普克特定律。
當電池充電或放電時，只有電極和電解質之間界面處的反應化學物質最初受到影響。隨著時間的推移，儲存在界面化學物質中的電荷（通常稱為“界面電荷”或“表面電荷”）會透過這些化學物質在整個活性材料體積中的擴散而擴散。
考慮已完全放電的電池（例如將車燈打開過夜時發生的情況，電流消耗約為 6 安培）。如果隨後僅進行幾分鐘的快速充電，則電池極板僅在極板和電解質之間的介面附近充電。在這種情況下，電池電壓可能會上升到接近充電器電壓的值；這會導致充電電流顯著降低。幾個小時後，該界面電荷將擴散到電極和電解質的體積中；這會導致介面電量過低，以至於可能不足以啟動汽車。只要充電電壓保持在析氣電壓以下（普通鉛酸電池約為 14.4 伏特），電池就不太可能損壞，並且電池應及時恢復到標稱充電狀態。

## 安全

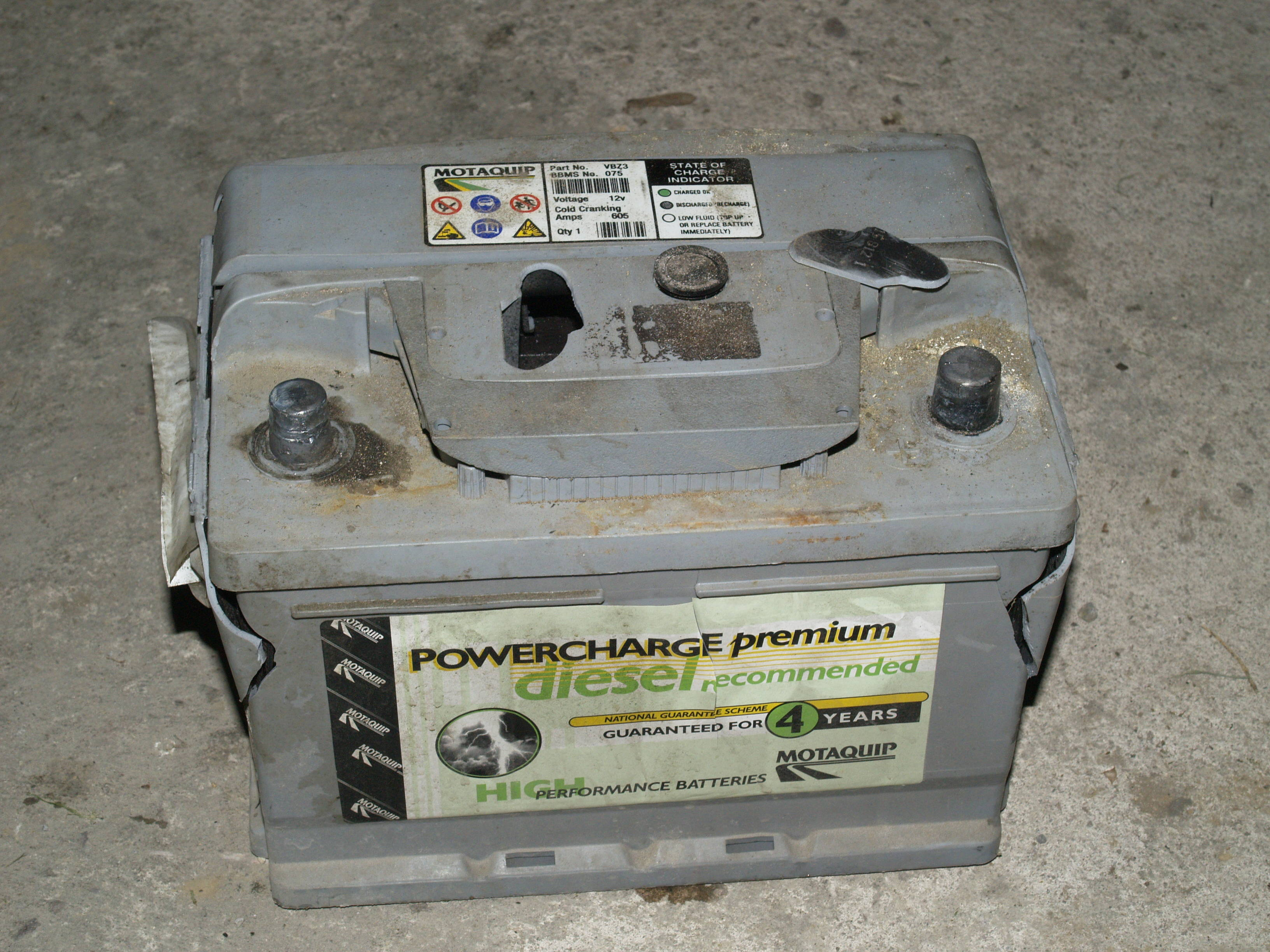
汽車鉛酸電池爆炸後外殼端部出現脆性斷裂

過度充電會導致電解，釋放氫氣和氧氣。這個過程被稱為「放氣」。濕電池有開放的通風口，可以釋放產生的任何氣體，而 VRLA (免保養型)電池則依賴每個電池上安裝的閥門。催化帽可用於淹沒式電池以重新組合氫氣和氧氣。 VRLA 電池通常會重新組合電池內部產生的任何氫氣和氧氣，但故障或過熱可能會導致氣體積聚。如果發生這種情況（例如，過度充電），閥門會排出氣體並使壓力正常化，從而產生獨特的酸性氣味。然而，閥門可能會發生故障，例如灰塵和碎片積聚，導致壓力增加。
積聚的氫氣和氧氣有時會在內部爆炸中點燃。爆炸的力量可能導致電池外殼破裂，或導致其頂部飛出，噴出酸液和外殼碎片。一個電池中的爆炸可能會點燃其餘電池中的任何可燃氣體混合物。同樣，在通風不良的區域，如果有任何氣體從電池中排出，將閉合電路（例如負載或充電器）連接到電池端子或斷開電池端子也可能引起火花和爆炸。
電池內的單一電池也可能短路，導致爆炸。
當內部壓力升高時，VRLA 電池的電池通常會膨脹，從而向使用者和機械師發出警告。各單元的變形各不相同，並且在壁面不受其他單元支撐的端部處最大。應仔細隔離並丟棄此類過壓電池。在有爆炸危險的電池附近工作的人員應戴上面罩、工作服和手套，保護眼睛和暴露的皮膚免受噴酸和火災造成的燒傷。使用護目鏡代替面罩會犧牲安全性，因為臉部會暴露在可能飛濺的酸液、外殼或電池碎片以及潛在爆炸產生的熱量下。

## 環境

### 環境問題
根據美國環保協會和密西根州安娜堡生態中心2003 年題為「消除鉛」的報告，道路上的車輛電池中估計含有 2,600,000 公噸（2,600,000 長噸；2,900,000 短噸）鉛。有些鉛化合物具有劇毒。長期接觸即使是微量的這些化合物也會導致兒童的大腦和腎臟損傷、聽力障礙和學習問題。汽車工業每年使用超過 1,000,000 公噸（980,000 長噸；1,100,000 短噸）鉛，其中 90% 用於傳統鉛酸汽車電池。雖然鉛回收是一個成熟的行業，但每年有超過 40,000 公噸（39,000 長噸；44,000 短噸）最終進入垃圾掩埋場。根據聯邦有毒物質排放清單，鉛開採和製造過程中還排放了 70,000 公噸（69,000 長噸；77,000 短噸）。
由於擔心不當處置和冶煉操作對環境造成的影響等原因，人們正在嘗試開發替代品（特別是汽車用途的替代品） 。在引擎啟動或備用電源系統等應用中，替代品不太可能取代它們，因為電池雖然重，但成本低廉。

### 回收

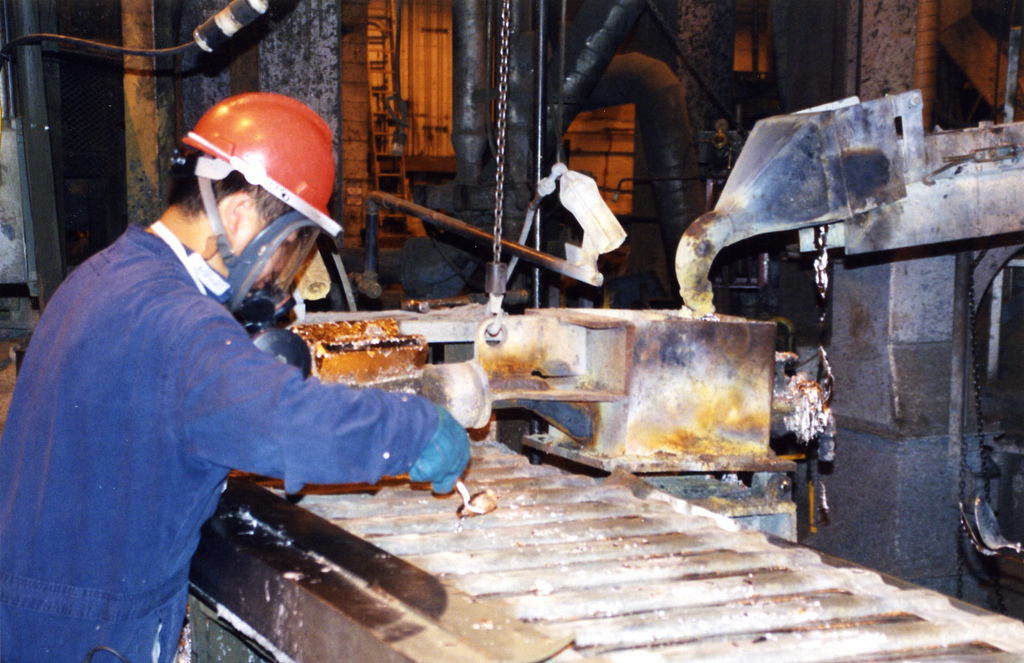
一名工人在電池回收設施中回收熔融鉛

鉛對人體有劇毒，回收鉛會導致污染和污染人類，導致許多持久的健康問題。
有效的污染控制系統是防止鉛排放的必要條件。需要不斷改進電池回收廠和熔爐設計，才能跟上鉛冶煉廠的排放標準。

## 添加劑
自從鉛酸電池成為商業產品以來，化學添加劑就一直被使用，以減少硫酸鉛在極板上的堆積，並在添加到通風鉛酸電池的電解液中時改善電池狀況。這種治療方法很少有效。
用於此目的的兩種化合物是瀉利鹽和EDTA。瀉利鹽可降低弱電池或損壞電池的內阻，並可稍微延長電池壽命。 EDTA 可用於溶解嚴重放電極板的硫酸鹽沉積物。然而，溶解的材料將無法再參與正常的充放電循環，因此用 EDTA 暫時恢復的電池的預期壽命將會縮短。鉛酸電池中殘留的 EDTA 會形成有機酸，加速鉛板和內部連接器的腐蝕。
活性材料在充電/放電過程中改變物理形態，導致電極生長和變形，以及電極脫落到電解質中。一旦活性材料從極板上脫落，就無法透過任何化學處理將其恢復原位。同樣，內部物理問題（例如板破裂、連接器腐蝕或分離器損壞）也無法透過化學方法修復。

## 腐蝕問題
鉛酸電池外部金屬零件的腐蝕是由電池端子、插頭和連接器的化學反應引起的。
正極端子的腐蝕是由電解引起的，這是由於製造電池端子和電纜連接器時使用的金屬合金不匹配造成的。白色腐蝕通常是硫酸鉛或鋅的晶體。鋁連接器會腐蝕硫酸鋁。銅連接器會產生藍色和白色的腐蝕晶體。透過在電池端子上塗上凡士林或為此目的製造的市售產品，可以減少電池端子的腐蝕。
如果電池充滿水和電解液，熱膨脹會迫使一些液體從電池通風口流到電池頂部。然後，該溶液會與電池連接器中的鉛和其他金屬發生反應並導致腐蝕。
電解液可能會從電池端子穿透塑膠外殼的塑膠鉛密封處滲出。
通常由過度充電和電池箱通風不足引起的透過通風蓋蒸發的酸煙可能會使硫酸煙積聚並與暴露的金屬發生反應。

## 外部連結
- magnalabs.com （页面存档备份，存于）, battery plate sulfation
- reuk.co.uk （页面存档备份，存于）, battery desulfation
- reuk.co.uk （页面存档备份，存于）, lead-acid batteries
- cbcdesign.co.uk （页面存档备份，存于）, DC supply (April 2002)
- comcast.net, sme technical details on lead-acid batteries
- btterycouncil.org （页面存档备份，存于） (BCI), lead-acid battery manufacturers' trade organization.
- batteryfaq.org （页面存档备份，存于）, car and deep-cycle battery FAQ
- atsdr.cdc.gov （页面存档备份，存于）, lead (Pb) toxicity: key concepts | ATSDR – environmental medicine & environmental health education - CSEM case studies in environmental medicine (CSEM), agency for toxic substances and disease registry
- alton-moore.net （页面存档备份，存于）, lead-acid battery desulfator (Home Power #77 June/July 2000)]